# Michael D. Arenz
Michael D. Arenz (n. 1974) es un actor de cine y televisión estadounidense.
En 1994 protagonizó junto a Shannon Tweed y Andrew Stevens el thriller erótico Scorned (Sin escrúpulos en España o Acorralada en Venezuela), en el que interpretó al hijo de Stevens. En 1997 tuvo un pequeño papel en la continuación de la película (Scorned 2, titulada en España Venganza de mujer).
También en 1997 protagonizó junto a William Gregory Lee (Dante's Cove) el cortometraje de tema gay Anything Once, dirigido por Dan Aeberhard, en el que interpreta a Joey, un gay que asume su condición públicamente. El corto está considerado como uno de los cortometrajes más aclamados de todos los tiempos, pues fue exhibido con gran éxito en más de veinte festivales de cine y de temática gay alrededor del mundo.

## Trabajos como actor

### Filmografía
| Año  | Película                              | Director        | Papel        |
| ---- | ------------------------------------- | --------------- | ------------ |
| 1994 | Scorned (Sin escrúpulos o Acorralada) | Andrew Stevens  | Robey Weston |
| 1997 | Scorned 2 (Venganza de mujer)         | Rodney McDonald | Robey Weston |
| 1997 | Anything Once (cortometraje)          | Dan Aeberhard   | Joey         |

### Televisión
| Año  | Título                  |
| ---- | ----------------------- |
| 1992 | Life Goes On            |
| 1992 | Exposed                 |
| 1992 | Parker Lewis Can't Lose |
| 1992 | Money Talks             |